# Holdfényszelence
A Holdfényszelence (eredeti cím: Box of Moonlight) 1996-ban bemutatott amerikai filmvígjáték-dráma, amelyet Tom DiCillo írt és rendezett. A főbb szerepekben John Turturro, Sam Rockwell, Lisa Blount és Catherine Keener látható.
A filmet az Amerikai Egyesült Államokban 1996. augusztus 30-án, Olaszországban pedig 1997. július 25-én mutatták be.

## Cselekmény
Al Fountain elektromérnök szigorúnak számít kollégái körében; többek között robotnak nevezik. Fountain egy üzleti út után nem a közvetlen úton tér vissza a családjához, hanem egy olyan területre látogat, amelyet még gyermekkorából ismer. Fountain elveszíti a bérelt autójának kulcsait az út során. Eltart egy ideig, amíg a kölcsönző cég elküldi a pótkulcsokat. Ez idő alatt Fountain összebarátkozik Buckkal, aki a városban él.
A férfiak vadászni indulnak, és felfedeznek egy üres gyárépületet. Buck betör egy ablaküveget, mire Fountain emlékezteti, hogy az üveg 800 dollárba került. Buck azt mondja, hogy most 1600 dollár, és lő egy újabb üveget. A férfiak szórakozásból néhány tárgyra lövöldöznek.
Fountain és Buck találkozik Floatie és Purlene Dupre nővérekkel, akikkel együtt táncolnak a tábortűz körül. A következő éjszakát mindegyik férfi az egyik nővérrel tölti. Másnap megérkeznek a pótkulcsok. A barátok először a nővérektől búcsúznak el, majd Buck búcsúajándékként egy kék bélésű dobozt ad barátjának.
Fountain hazatér, és átadja a dobozt a feleségének. Benne található egy rejtekhely az állítólag elveszett kocsikulcsokkal.

## Szereplők
| Színész           | Szerep                    | Magyar hang      |
| ----------------- | ------------------------- | ---------------- |
| John Turturro     | Al Fountain               | Galbenisz Tomasz |
| Sam Rockwell      | "A kölyök" (Buck / Bucky) | Fekete Zoltán    |
| Catherine Keener  | Floatie Dupre             | Rudolf Teréz     |
| Lisa Blount       | Purlene Dupre             |                  |
| Annie Corley      | Deb Fountain              |                  |
| Rica Martens      | Doris                     |                  |
| Alexander Goodwin | Bob Fountain              |                  |
| Dermot Mulroney   | Wik                       |                  |
| Stuart Greer      | Stinky                    |                  |
| Sam Gleason       | Autóbérbeadó parkolóőr    |                  |

## A film készítése
A forgatás nagyrészt 1995 őszén zajlott a Tennessee állambeli Knoxville-ben és környékén, harmincöt napos forgatási idővel és 3,5 millió dolláros költségvetéssel.

## DVD megjelenés
A Lions Gate 1998-as kiadása Tom DiCillo "titkos" kommentárját is tartalmazza, ami eredetileg nem szerepel a filmpakkban.

## Fordítás
- Ez a szócikk részben vagy egészben  a   Box of Moonlight című angol Wikipédia-szócikk fordításán alapul.  Az eredeti cikk szerkesztőit annak laptörténete sorolja fel. Ez a jelzés csupán a megfogalmazás eredetét és a szerzői jogokat jelzi, nem szolgál a cikkben szereplő információk forrásmegjelöléseként.
- Ez a szócikk részben vagy egészben  a   Box of Moonlight című német Wikipédia-szócikk fordításán alapul.  Az eredeti cikk szerkesztőit annak laptörténete sorolja fel. Ez a jelzés csupán a megfogalmazás eredetét és a szerzői jogokat jelzi, nem szolgál a cikkben szereplő információk forrásmegjelöléseként.